# Hội đồng Bộ trưởng Pháp
Hội đồng Bộ trưởng Pháp (tiếng Pháp: Conseil des ministres francais) là cơ quan hành pháp tối cao trên cấp Chính phủ, là cơ quan được thành lập theo Hiến pháp để thảo luận và thông qua một số hành động nguyên tắc của cơ quan hành pháp, như các dự thảo luật của chính phủ hoặc bổ nhiệm qun chức và sĩ quan quân đội cấp cao.
Hội đồng Bộ trưởng gồm Tổng thống Cộng hoà là người đứng đầu và Thủ tướng Chính phủ, tất cả các Bộ trưởng tùy theo Chính phủ, tất cả hoặc một phần của bộ trưởng phụ trách. Và chỉ có một biên bản tổng hợp cuộc họp được công bố công khai, đồng thời cho phép Bộ trưởng thảo luận tự do các chính sách của Chính phủ. Hội đồng Bộ trưởng họp định kỳ vào thứ 4 tại điện Elysee, nơi ở của Tổng thống, hoặc có thể họp ở bất cứ nơi và thời gian nào theo yêu cầu của Tổng thống.
Hội đồng là một trong những yếu tố cho phép Tổng thống chỉ đạo điều hành mặc dù vai trò lớn về mặt lý thuyết được trao cho Thủ tướng Chính phủ theo Hiến pháp. Nó cho phép Tổng thống kiểm soát sự phát triển và thực hiện các chính sách của Chính phủ và đưa ra hoặc từ chối hoặc đồng ý với một số quyết định quan trọng, và để ghi lại các quan điểm liên quan của mình trong cuộc thảo luận với Chính phủ. Trong thời gian hiện diện đồng lúc Chính phủ và Tổng thống nhưng có khuynh hướng đối lập nhau, Tổng thống đứng đầu Hội đồng Bộ trưởng để tham khảo ý kiến của Chính phủ trong công việc, đồng thời tác động một cách hạn chế vào công việc Chính phủ giảm sự bất đồng trong Chính phủ và Tổng thống.

## Vai trò

### Quyền hạn và chức năng
Hiến pháp Pháp quy định một số quyền hạn của Hội đồng Bộ trưởng. Các dự thảo luật được đưa thảo luận tại Hội đồng Bộ trưởng sau khi có ý kiến của Toà án hành chính tối cao và được trình lên Nghị viện. Trong thời gian hiện diện đồng lúc Chính phủ và Tổng thống nhưng có khuynh hướng đối lập nhau, Tổng thống có quyền chặn dự thảo luật trong giai đoạn này. Nhưng thường chỉ mang tính chất tưởng trưng vì Thủ tướng thuộc phe đa số trong Quốc hội, có thể trình lên bằng đại biểu Quốc hội của Đảng mình mà không cần thông qua Hội đồng.
Để thực hiện chương trình hoạt động của mình, Chính phủ có thể yêu cầu Nghị viện cho phép ban hành Pháp lệnh quy định việc áp dụng trong một thời gian nhất định các biện pháp thông thường thuộc phạm vi điều chỉnh của luật. Các Pháp lệnh này được ban hành sau khi đã đưa ra thảo luận tại Hội đồng Bộ trưởng và sau khi có ý kiến của Toà án hành chính tối cao.
Ngoài ra Hội đồng Bộ trưởng có quyền hạn sau:
- Các Pháp lệnh và các Nghị định của Chính phủ phải được Hội đồng Bộ trưởng thảo luận và thông qua thì Tổng thống mới được phép ký và ban hành.
- Tổng thổng bổ nhiệm theo đề nghị của Hội đồng Bộ trưởng các thẩm phán Toà án hành chính tối cao, Chủ nhiệm Uỷ ban huân huy chương, các đại sứ, các đặc phái viên, các thẩm phán Toà kiểm toán tối cao, các tỉnh trưởng, các đại diện của Chính phủ tại các lãnh thổ hải ngoại, các tướng lĩnh quân sự, giám đốc các sở giáo dục, Vụ trưởng ở các cơ quan hành chính trung ương.
- Một đạo luật về tổ chức sẽ quy định các chức vụ khác thuộc thẩm quyền bổ nhiệm của Tổng thống theo đề nghị của Hội đồng Bộ trưởng và quy định các điều kiện để Tổng thống uỷ quyền bổ nhiệm thay Tổng thống.
- Hội đồng Bộ trưởng ban hành tình trạng giới nghiêm sau khi đã đưa ra thảo luận và thông qua.
- Hội đồng Bộ trưởng đã thảo luận và ra nghị quyết, sau đó Thủ tướng thay mặt Chính phủ chịu trách nhiệm trước Hạ viện về chương trình hoạt động của Chính phủ hoặc về tuyên bố chính sách chung của Chính phủ.

## Tổ chức
Hội đồng Bộ trưởng gồm Tổng thống, Thủ tướng, Bộ trưởng và tất cả hoặc một phần Bộ trưởng phụ trách (Bộ trưởng ủy nhiệm và Thư ký Nhà nước).